# FC Barcelona (rugby)
Futbol Club Barcelona [Barça (IPA: baɾsa)] – hiszpański zespół rugby z siedzibą w Barcelonie będący sekcją klubu FC Barcelona. Jego dewiza to Més que un club (pl. Więcej niż klub).
Drużyna należy do najbardziej utytułowanych zespołów w Hiszpanii w tej dyscyplinie - ma na koncie szesnaście mistrzostw Hiszpanii, szesnaście Pucharów Króla Hiszpanii, jeden Superpuchar Hiszpanii, dziewiętnaście mistrzostw Katalonii i wiele innych trofeów. 
Klub posiada 162 979 socios - członków klubu i miliony culés na całym świecie, z których część zrzeszona jest w penyach, czyli oficjalnych fanklubach, których jest 1054. Posiada również rozbudowaną infrastrukturę - stadiony Camp Nou, Mini Estadi, miasteczko sportowe Ciutat Esportiva Joan Gamper, szkółkę La Masía i halę Palau Blaugrana, w której rozgrywają swoje mecze zawodnicy innych sekcji.
Poza sekcją rugby do FC Barcelona należą jeszcze sekcje: piłki nożnej, koszykówki, piłki ręcznej i hokeja na rolkach. Klub posiada także rezerwową i młodzieżową drużynę piłki nożnej (FC Barcelona B), a także profesjonalne zespoły futsalu (FC Barcelona Senseit), koszykówki kobiet (UB-Barça), piłki nożnej kobiet oraz liczne sekcje amatorskie.

## Sukcesy
- Mistrzostwo Hiszpanii / Puchar Króla:   1926, 1930, 1932, 1942, 1944, 1945, 1946, 1950, 1951, 1952, 1953, 1955, 1956, 1965, 1983, 1985
- Mistrzostwo Ligowe:  1953, 1954
- Mistrzostwo Katalonii:  1926, 1927, 1928, 1929, 1930, 1932, 1936, 1942, 1946, 1947, 1948, 1949, 1950, 1951, 1952, 1953, 1955, 1968, 1989
- Superpuchar Hiszpanii:  1983
- Puchar Katalonii:  1982, 2003
- Liga klubów Lewantu:  1982, 1983
- Puchar Iberyjski:  1971
- Puchar Pirenejski:  1967